# دوري تشاد الممتاز
دوري تشاد الأول لكرة القدم هي مسابقة كرة القدم بين أندية جمهورية تشاد .
البطل الحالي هو توربيون.